# Vlado Milunić

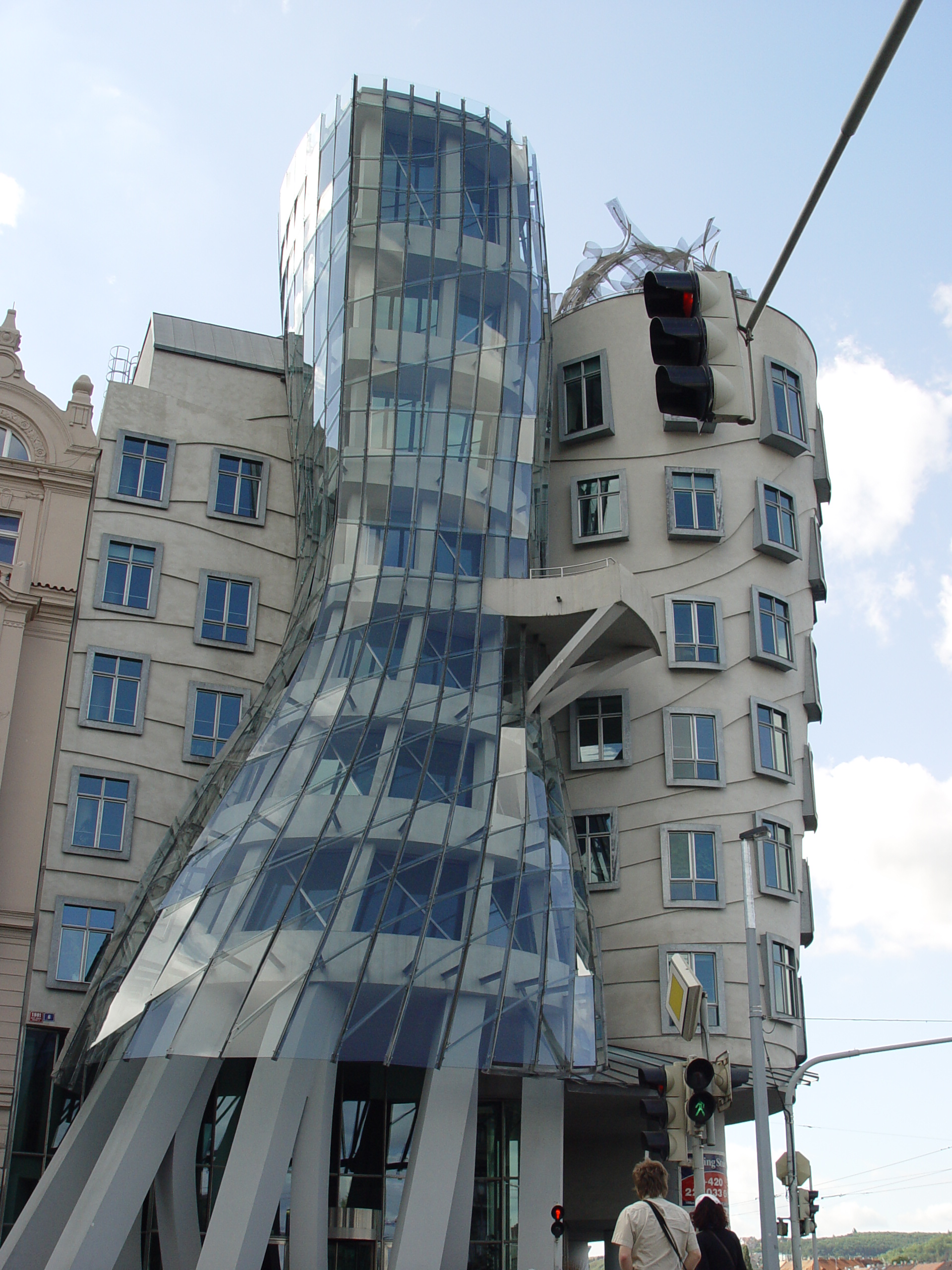
Tančící dům i Prag.

Vlado Milunić, född 3 mars 1941 i Zagreb i Kroatien (i dåvarande Jugoslavien), död 17 september 2022, var en tjeckisk arkitekt av kroatiskt ursprung, bosatt i Prag.
Milunić, som verkade inom postmodernismen, blev känd för Tančící dům ("Dansande huset", 1997), som han ritade tillsammans med den amerikanske arkitekten Frank Gehry.